# Murcof
Murcof é o nome artístico adotado por Fernando Corona. Artista mexicano de música eletrônica.
Corona nasceu em 1970 em Tijuana, México e foi criado em Ensenada. Em 2000 ele voltou para Tijuana, mas agora vive em Barcelona, na Espanha.

## Música
A música de Murcof é marcada pelo minimalismo e elementos eletrônicos. Embora marcada pelo Glitch e percussões eletrônicas às vezes complexa, as músicas de Corona são mais melódicas e com estruturas mais tradicionais do que muitos contemporâneos. Muitas de suas gravações possuem samples de peças orquestrais criadas por Arvo Pärt.

## Discografia

### Álbuns
- Martes (2002) (Static Discos (Mexico)/The Leaf Label (UK/US)
- Utopia (2004) (The Leaf Label)
- Martes/Utopía (2005) (Static Discos) (CD duplo no México)
- Remembranza (2005) (The Leaf Label)
- Cosmos (2007) (The Leaf Label)
- The Versailles Sessions (2008) (The Leaf Label)

### Singles/EPs
- Monotonu (2002) (Context Free Media)
- Ulyssess (2003) (The Leaf Label)
- Utopia Remixes (2004) (The Leaf Label)
- Ultimatum (2004) (The Leaf Label)